# Haus Chiny
Das Haus Chiny ist eine Adelsfamilie aus den Ardennen, die im 10. oder 11. Jahrhundert in den Besitz der Grafschaft Chiny gelangte. Die ältere Linie starb 1226 im Mannesstamm aus, die Grafschaft wurde an das Haus Loon (auch Haus Looz) vererbt. Eine jüngere Linie in Mellier, Étalle und Neufchâteau existierte bis zum Beginn des 14. Jahrhunderts.

## Herkunft
Unsicherheit besteht über die Herkunft der Familie. Eine Auffassung sieht Otto, den ersten Grafen von Chiny aus der Familie, als Sohn eines Grafen Arnold, der Mathilde, die nicht weiter bekannte Erbin der Grafschaft Chiny, heiratete (siehe Schwennicke). Eine andere Auffassung (siehe Settipani) identifiziert Otto (von Vermandois), den Sohn von Graf Adalbert I. von Vermandois, mit Otto (von Warcq), dem Erbauer (971) der Burg Warcq nordwestlich von Charleville-Mézières und mit Otto (von Chiny), dem Urgroßvater des Grafen Arnold von Chiny, dem im Jahr 1066 die Burg Warcq gehörte. Diese doppelte Identifikation macht die Familie der Grafen von Chiny zu einem Ableger des karolingischen Kaiserhauses und führt die Existenz der Karolinger bis ins 14. Jahrhundert fort.

## Stammliste

### Ursprünge
Alternative 1 (Schwennicke)
1. Arnold I., Graf, X Kalabrien 982; ⚭ Mathilde, Gräfin von Chiny
  1. Otto I., 971 bezeugt, † 1013, Graf von Chiny, ⚭ Ermengarde
    1. Ludwig I., † ermordet in der Abtei Saint-Vanne de Verdun 28. September 1025; ⚭ Adelheid, vor 1040 bezeugt - Nachkommen siehe unten
    2. Hugo
    3. Clementia

  2. Johanna
  3. Gertrud
  4. Clementia

Alternative 2 (Settipani)
1. Adalbert (Albert) I., * wohl 915, † 8. September 987, 946 Graf von Vermandois (Stammliste der Karolinger); ⚭ vor 954 Gerberga, * wohl 935, † nach 7. September 978, Tochter von Giselbert Herzog von Lothringen (Reginare)
  1. Odo (Otto), * wohl 956, † 983/987
    1. Ludwig I., † ermordet in der Abtei Saint-Vanne de Verdun 28. September 1025; ⚭ Adelheid, vor 1040 bezeugt - Nachkommen siehe unten

Die weitere Darstellung folgt der von Schwennicke.

### 10.–12. Jahrhundert
1. Ludwig I., † ermordet in der Abtei Saint-Vanne de Verdun 28. September 1025; ⚭ Adelheid, vor 1040 bezeugt – Vorfahren siehe oben
  1. Ludwig II., † 1068, ⚭ Sophie, † 1078
    1. Arnold II., wohl 1066 bezeugt, 1069/95 bezeugt, † wohl 16. April 1106, ⚭ Adelaide de Roucy, † kurz nach 1066, Tochter von Hilduin de Ramerupt (Haus Montdidier) und Alix Comtesse de Roucy (Haus Roucy)
      1. Otto II., um 1079 bezeugt, † Dezember 1131, Graf von Chiny, 1097 Comte de Warcq, gründet 1131 die Abtei Orval, ⚭ I Ermengarde; ⚭ II Alix von Namur, 1097/1124 bezeugt, Tochter von Graf Albert (Haus Namur) und Ida von Sachsen (Billunger) - Nachkommen siehe unten
      2. Ludwig, 1097/1124 bezeugt, † 7. Mai…
      3. Hedwige, 1088 bezeugt, † wohl vor 1100; ⚭ Dudon de Cons, 1088 bezeugt, † wohl vor 1100
      4. Clementia; ⚭ Hugelin de Waha, Châtelain de Mirwart
      5. Beatrix
      6. (II) Albero, † 27. März 1145, 1135/45 Bischof von Lüttich

    2. Manasse, 1066 bezeugt, † wohl vor 1070
    3. Mathilde
    4. Konrad
    5. Robert
    6. Jolande

  2. Helwide
  3. Liutgarde, ⚭ Richero

### 12.–14. Jahrhundert
1. Otto II., um 1079 bezeugt, † Dezember 1131, Graf von Chiny, 1097 Comte de Warcq, gründet 1131 die Abtei Orval, ⚭ I Ermengarde; ⚭ II Alix von Namur, 1097/1124 bezeugt, Tochter von Graf Albert (Haus Namur) und Ida von Sachsen (Billunger) – Vorfahren siehe oben
  1. (II) Hugo (de Wary) 1167/69 bezeugt
  2. (II) Albert, 1097 bezeugt, † 29. September 1162, 1131 Graf von Chiny, bestattet in der Abtei Orval; ⚭ um 1140 Agnes von Bar, † nach 1185, Tochter von Graf Rainald I. von Bar und Mousson (Haus Scarponnois) und Gisela von Vaudémont (Haus Châtenois)
    1. Ludwig III., 1146/47 bezeugt, † Belgrad 10. August 1189 auf dem Dritten Kreuzzug; ⚭ I Sophia, 1173/1207 bezeugt, † 13. August…, sie heiratete in zweiter Ehe 1193 Anseau II de Garlande, Seigneur de Tournon et de Possesse, 1175 bezeugt, † 1201 (Garlande), und in dritter Ehe vor 1204 Gaucher II., Sire de Nanteuil-la-Fosse, 1190/1224 bezeugt
      1. Tochter, 1200 bezeugt, Dame d‘Orgeo; ⚭ kurz vor 1200 Thierry II., Sire de Walcourt et de Rochefort, Comte de Montaigu, 1192/1234 bezeugt, † vor 21. Juni 1237
      2. Ludwig IV., 1193 bezeugt, 1200 volljährig, † Herbst 1226, Graf von Chiny; ⚭ 1205/Juli 1212 Mathildes d’Avesnes, † 5. November nach 1236, Tochter von Jacques, Seigneur d’Avesnes, Sire de Guise (Haus Avesnes), und Adèle de Guise, Witwe von Nicolas IV. de Rumigny
        1. Jeanne, 1212/69 bezeugt, † 176. Januar 1271, 1226 Comtesse de Chiny; ⚭ Arnold III., Graf von Loon, 1241 Graf von Chiny, † 24. November 1272/Februar 1273 (Haus Loon)
        2. Agnès, 1212/53 bezeugt, Dame d‘Agimont et de Givet ; ⚭ Hugues IV., 1274 Graf von Rethel, 1271/75 bezeugt, † vor 1277 (Haus Vitri)
        3. Isabelle, † nach 1269, Dame de Florenville et de Chassepierre ; ⚭ Otton de Trazegnies, de Braine-le-Château et de la Chapelle, 1206 minderjährig, † 12. August 1241/Apr 1242, Pair des Hennegau

    2. Dietrich, 1171/1207 bezeugt, 1188 de Melier, Seigneur de Mellier, d’Étalle et de Neufchâteau ; ⚭ Elisabeth, 1199 bezeugt
      1. Hugo, 1199 bezeugt, † 1229, Ritter, ⚭ Lucie de Mézières, 1229/44 bezeugt, † vor 3. April 1258, Tochter von Renaud
        1. Theobald de Melier, 1224/71 bezeugt, 1224 Seigneur de Neufchâteau, 1238 Herr zu Falkenstein, 1258 Châtelain de Mézières et de Vringe ; ⚭ Katharina, 1271/81 bezeugt, wohl Katharina von Meisenburg, Schwester von Joffrid von Bertringen
          1. Arnold von Falkenstein und Neufchâteau, 1271 bezeugt, 1279 als Neffe von Gottfried von Bertringen genannt, † 15. März 1279/23. April 1281; ⚭ Catherine d’Audun 1281/1300 bezeugt, sie heiratete in zweiter Ehe vor Januar 1290 Johann von Malberg, 1290 Herr zu Falkenstein, 1281/1300 bezeugt, † vor 18. September 1302, und in dritter Ehe vor 1305 Robin, Herr von Esch, Useldingen und Bissen, 1255/1308 bezeugt
            1. Theobald II., 1290/1301 bezeugt, † vor 5. März 1305; ⚭ Elisabeth, 1301 bezeugt, † vor 1311
            2. Jakob von Falkenstein, 1300/07 bezeugt, † vor 19. Juni 1311; ⚭ Helvide de Crune, † 30. März/25. Juli 1346, Tochter von Poincignon le Borgne, sie heiratete in zweiter Ehe Johann von Falkenstein (aus der Nebenlinie Brandenburg der Grafen von Vianden), 1316 bezeugt, † 14. Mai/21. Dezember 1351
            3. Boemund, 1305/17 bezeugt, letzter Angehöriger der Familie

          2. Elisabeth 1271/80 bezeugt, † vor 1288; ⚭ Jacques II. de Montchélons, Châtelain de Mézières, 1252/1304 bezeugt
          3. Gille, † 9./10. Mai 1307, 1278/1303 Abt von Stablo
          4. Theobald, 1290/99 bezeugt
          5.  ? Walter von Falkenstein, 1280 Propst in Kloster Echternach
          6.  ? Maha, Dame de Meisenburg 1281; ⚭ Walter, Herr von Meisemburg 1265/76, † vor 1294
          7.  ? Bertram de Meliers, Ritter, 1304 bezeugt

        2. Elisabeth, 1244 bezeugt; ⚭ wohl Philippe, Châtelain de Bar, 1210/34 bezeugt

      2. Arnold, 1199 bezeugt
      3. Hawidis, 1199 bezeugt

    3. Arnold, X vor Sainte-Menehould 14. August 1181, 1176 Bischof von Verdun
    4. Hugo, † 1173/80, 1168 miles de Warcq; ⚭ NN de Donchéry, Tochter von Renaud
    5. Alix; ⚭ Manassès de Hierges, † 1176
    6. Ida, † 17. Oktober … ; ⚭ 1168 Gobert V., Sire d‘Apremont, † 26. September 1190 auf dem Ersten Kreuzzug (Apremont (Adelsgeschlecht))
    7. Tochter; ⚭ NN de Walhain
    8. Tochter, 1187 bezeugt, Äbtissin von Juvigny-les-Dames

  3. (II) Friedrich, 1120/24 Dompropst in Reims
  4. (II) Albero, 1124 bezeugt, † 22. März 1145, bestattet in Orte, Provinz Viterbo, Primicerius in Metz, 1135 Bischof von Lüttich
  5. (II) Ludwig, 1124 bezeugt
  6. (II) Eustach, 1139/59 bezeugt, Obervogt des Haspengaus; ⚭ NN de Waremme, Tochter von Wiger, Vogt der Lambertuskathedrale Lüttich
    1. Ludwig von Lummen, 1163/1204 bezeugt, † 1207, Vogt des Haspengaus; ⚭ NN de Rumigny, Tochter von Nicolas III., Sire de Rumigny, de Florennes et de Chièvres, und Eve de Chièvres
      1. Tochter, Erbin von Lummen; ⚭ Friedrich von Lummen, 1209 Vogt der Lambertuskathedrale Lüttich, 1196 bezeugt, † April 1211/Mai 1212 (Haus Limburg-Arlon)

  7. (II) Ida, 1117/25 bezeugt; ⚭ um 1105 Gottfried der Bärtige, Herzog von Niederlothringen, † nach 25. Januar 1139 (Stammliste der Reginare)
  8. (II) Oda, 1134 bezeugt; ⚭ Giselbert, Graf von Duras, † wohl 1138 (Stammliste der Reginare)
  9.  ? Tochter; ⚭ um 1130 Hermann von Kuyc, 1121/67 bezeugt